# 穆勒 (加来海峡省)
穆勒（法語：Moulle，法語發音：[mul]）是法国上法蘭西大區加来海峡省的一个市镇，属于圣奥梅尔区。

## 地理
穆勒（50°47'18"N, 2°10'42"E）面积5.39 平方千米，位于法国上法蘭西大區加来海峡省，该省份为法国北部沿海省份，西北濒北海，南至索姆省，东临北部省。
与穆勒接壤的市镇（或旧市镇、城区）包括：乌勒、莫兰盖姆、塞尔克。

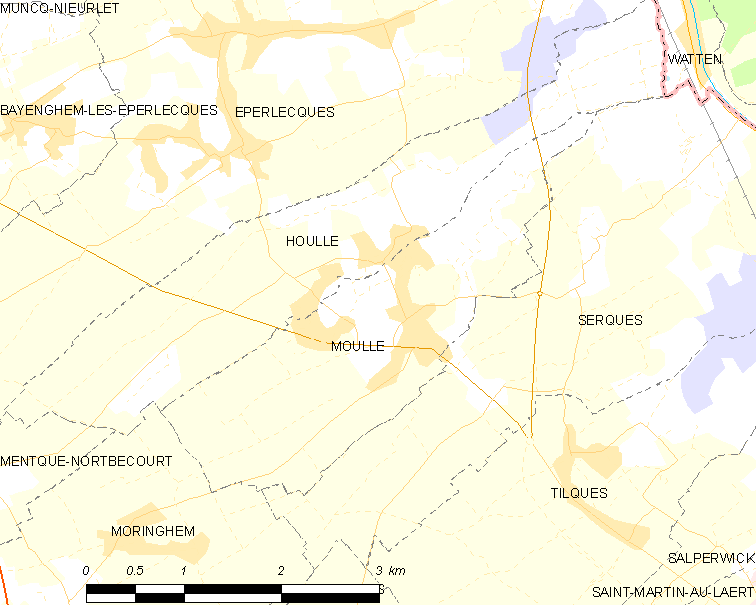
的OSM定位图

穆勒的时区为UTC+01:00、UTC+02:00（夏令时）。

## 行政
穆勒的邮政编码为62910，INSEE市镇编码为62595。

## 政治
穆勒所属的省级选区为圣奥梅尔县。

## 人口

1962-2008年间人口变化图示

穆勒于2022年1月1日时的人口数量为1166人。